# Kongresni trg, Buenos Aires
Kongresni trg (špansko Plaza del Congreso) je javni park, obrnjen proti Kongresni palači v Buenos Airesu. Trg je del 3 hektarov odprtega prostora, ki obsega tri sosednje trge vzhodno od stavbe Kongresa. Kilometer nič za vse argentinske državne ceste je označen na mejniku na trgu.

## Zgodovina
Leta 1782 je Isidro Lorea kupil kmetijo velikosti dva hektarja, znano kot Hueco del Mercado de la Piedad, ki se je nahajala med ulicama Pazos (trenutno San José), Maderno (trenutno Virrey Cevallos), De las Torres-ali Los Reynos del Arriba1 - (trenutno Av (Rivadavia) in Del Cabildo (trenutno H. Yrigoyen), in je na jugovzhod mejila na potok in je bil znan kot zgornji del potoka Zanjón de Matorras.
Parcela je bila zahodno od rastočega zaselka Buenos Aires. Isidro Lorea, preden je umrl s svojo ženo med angleškimi invazijami leta 1807, je vladi podaril kos zemlje v velikosti 61 x 122 metrov, da bi lahko zgradili trg, ki bi služil kot postanek za kočije, ki so prihajale iz Camino de las Tuna. Njegov edini pogoj je bil, da je trg poimenovan po njem, kar je podpredsednik Rafael de Sobremonte podelil leta 1808.
Plaza Lorea je to funkcijo obdržala do leta 1871, ko so se močvirja zahodno od njega izsušila za razvoj. V okolici so odprli mlin za moko in trgovino na debelo, v središču trga pa so postavili vodni stolp, okoli katerega je nastal urejen javni park. Hitra gospodarska rast Buenos Airesa v poznem 19. stoletju in gradnja nove palače argentinskega kongresa, ki se je začela leta 1897, sta pripomogla k izboljšanju trga Plaza Lorea pred začetkom del na Kongresnem trgu. Lokalni kipar Juan Eugenio Boverie je leta 1896 z El Perdónom (skulptura, ki se je leta 1991 preselila v zahodni park Avellaneda) postavil novo promenado. Morda najbolj nepozaben zgodnji prispevek je bil nakup leta 1907 ene redkih odlitkov Misleca, ikoničnega francoskega kiparja Augusta Rodina, preden je uničil kalup.
Otvoritev Kongresne palače leta 1906 (dva bloka zahodno od trga Plaza Lorea) je ustvarila estetsko in urbanistično potrebo po istoimenskem trgu. 30. septembra 1908 je predsednik José Figueroa Alcorta podpisal Nacionalni zakon 6286, kongresni zakon, ki predvideva projekt . Direktor občinskih parkov, francoski argentinski urbanist Charles Thays, je predvidel 3 hektarje  prostora, ki jih navzkrižno deli ulica Montevideo in vzporedno z Avenido de Mayo. Njegova zasnova je bila odobrena, ker je zahteval minimalno rušenje obstoječih nepremičnin.
Kongresni trg sta januarja 1910 slovesno odprla župan Manuel Güiraldes in predsednik Figueroa Alcorta. Njegova otvoritev je sovpadla z dokončanjem številnih drugih parkov, avenij in prezidav (nekaj najpomembnejših, ki jih je zasnoval Thays) pred 25. majem 1910, stoletnico majske revolucije, skupščino v Buenos Airesu, katere razglasitev je privedla do neodvisnosti od Španskega imperija leta 1816.
Po mestnem odloku iz leta 1967 so Avenida de Mayo in večina drugih mestnih avenij in ulic postale enosmerne prometnice. Plaza Lorea, ki je bila leta 1910 razdeljena na dva dela, da bi olajšala promet iz Avenide de Mayo, je leta 1968 odstopila južno polovico in jo dodala Mariano Moreno Plaza, da bi še naprej olajšala naraščajoč promet. Avenida de Mayo se na tem križišču združi z avenijo Rivadavia.

## Pregled
Na Kongresnem trgu pred Kongresno palačo prevladuje spomenik obema kongresoma, delo belgijskega kiparja Julesa Lagaeja, postavljenega na neoklasicističnem podstavku, ki ga je zasnoval njegov rojak, arhitekt Henri d'Huicque, in je bil dokončan leta 1914. Poimenovan je bil v čast ustavodajne skupščine leta 1813, prvi lokalni poskus ustvarjanja nacionalne zakonodaje, in Tucumánskem kongresu iz leta 1816, ki je razglasil neodvisnost od Španskega imeperija, številni domačini pa se na trg sklicujejo s tem imenom. Osrednji del spomenika, Alegorija republike in preostale bronaste alegorije so v celoti postavljene iz kamna iz Nancyja v Franciji. Spomenik je znan tudi po sosednjem terasastem vodnjaku in bronastem Neptunu, prizorišču svetlobne predstave in spremljajoče glasbe Georgea Gershwina in Jacquesa Offenbacha v začetku 20. stoletja.
Zaradi ponavljajočega se vandalizma v letih od 1983 je bila okoli spomenika leta 1999 postavljena okrasna ograja. Odprtje vrat na splošno zahtevo leta 2002 je povzročilo ponovni vandalizem, novo ograjo pa so postavili leta 2006, med prenovo spomenika in vodnjaka.
Trije trgi in spomenik obema kongresoma je predsednik Carlos Menem leta 1997 razglasil za narodni zgodovinski spomenik.

### Spomenik dvema kongresoma
Monumento de los dos Congresos na trgu Plaza des los Dos Congresos je bil ustvarjen iz kamna iz Nancyja. Spomenik je zasnoval belgijski arhitekt Eugène D'Huicque (1877–1955), bronasti kipi pa so delo belgijskega umetnika Julesa Lagaeja (1862–1931). Izdelan je bil v Bruslju, dokončan leta 1909 in odprt v Buenos Airesu 9. julija 1914.
Spomenik je obeležil stoletnico razglasitve neodvisnosti leta 1816. Osrednja figura predstavlja Republiko na pohodu, s kačjim obrazom in alegorijo obilja pred nogami. Dve stranski figuri predstavljata Skupščino leta 1813 in Kongres leta 1816. Obstajajo pa tudi druge predstavitve narodnih živali, zlasti konjev in kondorjev.

## Plaza Mariano Moreno
Plaza Mariano Moreno na vzhodu je od Kongresnega trga (pravilno) ločen z avenijo Montevideo in je bil poimenovan v čast Mariana Morena, intelektualnega voditelja majske revolucije 1810, ki je pripeljala do neodvisnosti. Spomenik v njegovo čast je bil odkrit leta 1910. Moreno Plaza je znan tudi po simbolični oznaki Kilometer nič, ki jo je leta 1935 postavilo ministrstvo za javna dela. Županu Buenos Airesa in predsedniškemu kandidatu Fernandu de la Rúa je bilo priroki, da bi odkril bližnji spomenik svojemu političnemu mentorju, pokojnemu centrističnemu voditelju UCR Ricardu Balbínu, leta 1999. Moreno Plaza je mnogim najbolj znan kot mesto enega redkih ohranjenih originalnih odlitkov kipa Mislec Augusta Rodina. Po naročilu direktorja muzejev Eduarda Schiaffina za mesto leta 1907 sta z Rodinom predvidela njegovo postavitev na podstavek na velikih stopnicah pred Kongresom - načrt, ki pa se nikoli ni uresničil. Trenutno se preučuje njegov prenos na predvideno lokacijo. 

### Kilometer nič
Argentina v tem parku označuje Kilometer nič z monolitom. Delo bratov Máxima in Joséja Fioravantija je bil postavljen na severni strani Plaza Lorea 2. oktobra 1935; na današnjo lokacijo so ga prestavili 18. maja 1944. Na severni steni monolita je podoba Gospe Lujanske (špansko Nuestra Señora de Luján, na monolitu počaščena kot »zavetnica državnega cestnega omrežja«), reliefni zemljevid Argentine je na južni steni, plošče v čast Joséja de San Martina za zahodni strani, na vzhodni strani pa datum odloka in ime ustreznih organov.

### Spomenik Mariano Morenu
Spomenik Marianu Morenu je na Plaza Mariano Moreno. Odkrit je bil 1. oktobra 1910. Kip je ustvaril Miguel Blay y Fábregas (1866 - 1936).
Mariano Moreno (1778 - 1811) je bil pravnik, novinar in politik, ki je imel odločilno vlogo v majski revoluciji, ki je privedla do razglasitve neodvisnosti Argentine od Španije. Moreno je bil tajnik v Prvi hunti, ki je zamenjala španskega podkralja. Zatiral je vstajo Santiaga de Liniersa v Córdobi (ki ga je kasneje usmrtil) in organiziral osvobodilno ekspedicijo v Alto Perú. Nato ga je s položaja odstavil Cornelio Saavedra.

### Mislec
Tretjega od osmih izvirnih kipov, ki jih je vliv Auguste Rodin, je za mesto leta 1907 naročil direktor muzejev Eduardo Schiaffino. Z Rodinom sta predvidela postavitev na podstavek na velikih stopnicah pred Kongresno palačp - načrt, ki pa se nikoli ni uresničil. Trenutno se preučuje njegov prenos na predvideno mesto.

## Plaza Lorea
Manj kot polovica prvotne velikosti je Plaza Lorea, med domačini pogosto imenovana plazoleta. Na samem trgu prevladuje spomenik Joséju Manuelu Estradi, javnemu uslužbencu, ki je bil znan po svojem nasprotovanju sekularni izobrazbi v poznem 19. stoletju. Konservativna vlada, ki je takrat vladala, je spomenik naročila leta 1937, odkrit pa je bil desetletje kasneje.
Tla na tem trgu so bila v lasti španskega trgovca Isidra Loree, ki je skupaj s svojo ženo umrl v tem kraju leta 1807, branil se je pred britanskimi vojaškimi silami med britanskimi invazijami na Río de la Plata.

### Spoemnik Joséju Manuelu Estradi
Skulpturo Estradi je leta 1937 naročila občina Buenos Aires in jo svečano odprla 11. novembra 1947. Ustvaril jo je kipar Héctor Rocha (1893-?), Ki je na placu Manuel Belgrano ustvaril tudi kip generala Manuela Belgrana, odkrit leta 1961 in Monumento a Guillermo Rawson.
Ta spomenik je c čast zgodovinarju, novinarju in publicistu iz poznega 19. stoletja Joséju Manuelu Estradi (1842–1894), vodilnemu katoliškemu intelektualcu in politiku v Buenos Airesu v drugi polovici 19. stoletja.